# Galbarreta
Galbarreta es un despoblado que actualmente forma parte de los concejos de Berrosteguieta y Lasarte, que están situados en el municipio de Vitoria, en la provincia de Álava, País Vasco (España).

## Historia
Documentado en el Catálogo de propios del archivo de Vitoria, se decía del mismo que estaba situado en las cercanías del monte de su mismo nombre.